# Турунтаєво (Бурятія)
Турунтаєво (рос. Турунтаево) — село Прибайкальського району, Бурятії Росії. Входить до складу Сільського поселення Турунтаївського.
Населення —  5901 особа (2015 рік). 